# Pommérieux
Pommérieux település Franciaországban, Moselle megyében. Lakosainak száma 728 fő (2022. január 1.). Pommérieux Coin-sur-Seille, Goin, Louvigny, Pournoy-la-Grasse, Sillegny és Verny községekkel határos.

## Népesség
A település népességének változása:
| Lakosok száma | 259  | 343  | 426  | 649  | 716  | 701  | 695  | 699  | 709  | 728  |
|               | 1968 | 1982 | 1990 | 2006 | 2013 | 2015 | 2017 | 2019 | 2020 | 2022 |